# Уотсон, Марк Скиннер
Марк Скиннер Уотсон (англ. Mark Skinner Watson; 24 июня 1887 года — 26 марта 1966 года) — американский военный корреспондент газеты The Baltimore Sun. За свои репортажи во время Второй мировой войны, включая освещение освобождения Парижа, Уотсон получил Пулитцеровскую премию за телеграфный репортаж (международная) в 1945 году.

## Биография
Марк Уотсон родился в Пласберге в 1887 году. В 1908-м он окончил Юнион-колледж со степенью бакалавра искусств. После в течение года работал репортёром городской газеты и вскоре устроился выездным корреспондентом в Chicago Tribune. В 1913 году журналист переехал в Калифорнию, получив должность руководителя отдела рекламы в San Diego Exponent. Но уже через два года вернулся на прежнюю должность в Chicago Tribune, с которой уволился в 1917-м, присоединившись к Национальной гвардии Иллинойса в качестве майора артиллерии. По окончании военных действий его направили ответственным сотрудником военной газеты Star and Stripes в Париж, где до возвращения в США и подписания контракта с Baltimore Sun в 1920-м он успел поработать в женском журнале. В Балтиморе Уотсон занимал пост помощника главного редактора в течение семи лет, и позднее был повышен до воскресного редактора. Он оставил свой пост в 1941 году для работы военным корреспондентом. В этом качестве он освещал Центральноевропейский театр боевых действий во время Второй мировой войны, в частности, устроившись устным переводчиком в лидирующую колонну 4-й американской дивизии, вошёл в освобождённый Париж. За свои репортажи из Франции, Италии, также Вашингтона и Лондона в 1945 году он получил Пулитцеровскую премию за телеграфный репортаж (международная).
В послевоенные годы Уотсон продолжил репортёрскую карьеру, освещая события в Турции, Корее, Китае, Панаме. В 1963 году Линдон Джонсон отметил журналиста Президентской медалью Свободы, назвав его «редактором всех редакторов». Через год заслуги репортёра признала Ассоциация ВВС США, наградив учреждённой организацией Наградой за искусство и литературу. Кроме того, Юнион-колледж дважды присудил своему выпускнику степень почётного доктора. Как военный аналитик Уотсон продолжал писать статьи для Baltimore Sun, отвечая за работу с пресс-службой Пентагона, вплоть до 1966 года, когда скончался в возрасте 78 лет.

## Основные работы
Во время работы для Chicago Tribune в 1916 году Марк Уотсон интервьюировал мексиканского политического деятеля Венустино Карранса. Но наиболее значимые его репортажи относятся к военному и послевоенному периодам. Помимо депеш из освобождённого Парижа, он освещал программу гуманитарной воздушной помощи жителям Восточного Берлина, ядерные испытания США, создание баллистической ракеты, войны в Корее и во Вьетнаме.